# 恒亲王府
恒亲王府，又称惇亲王府，是一座清代王府，位于北京市东城区朝阳门内大街，建于清代。已列为北京市文物保护单位。

## 历史
清朝恒亲王继袭至奕奎时，已是镇国公爵，而此时嘉庆帝的第三子绵恺已晋爵为惇亲王，正需分府，于是恒亲王府被改赐为惇亲王府。

## 保护
2003年12月11日，恒亲王府公布为第七批北京市文物保护单位，编号7-7。